# KS Enea Energetyk Poznań
KS Enea Energetyk Poznań – wielosekcyjny klub sportowy z Poznania. Powstał w 1958 r., na bazie dawnego piłkarskiego klubu Legia Poznań.  
Od 2010 r. sekcja siatkówki kobiet występuje w II lidze, od 2017 roku I ligowy zespół siatkarski kobiet pod nazwą Enea Energetyk Poznań.

## Działalność klubu
Sekretariat (wraz z biurami) oraz hala sportowa klubu, znajdują się w Poznaniu, przy ulicy Grunwaldzkiej 1 na Grunwaldzie na osiedlu samorządowym Św. Łazarz. Oprócz tej hali klub jest właścicielem przystani kajakowej nad rzeką Wartą przy ulicy Obrzyca 3 na Ratajach na osiedlu samorządowym Rataje oraz ośrodka szkoleniowego-wypoczynkowego w Gródku Krajeńskim.
W klubie funkcjonują następujące sekcje:
- gimnastyka artystyczna,
- kajakarstwo,
- lekkoatletyka,
- siatkówka (młodzieżowa i seniorska).

## Sezony piłkarskie Energetyka
| - I drużyna - - 1957: Kl-A gr. III (4.poziom) jako Legia-Energetyka 3 pozycja - 1958: Kl-A gr. II (4.poziom) 5 pozycja - 1959: Kl-A gr. II (4.poziom) 12 pozycja, 16 punktów, bramki 50-58 -8 ↓ spadek - 1960: Kl-B (5.poziom) ? pozycja - 1960/61: Kl-B gr. VI (5.poziom) 1 pozycja ↑ awans - 1961/62: Kl-A gr. III (4.poziom) 3 pozycja - 1962/63: Kl-A gr. II (4.poziom) 1 pozycja ↑ awans - 1963/64: Klasa Okręgowa (3.poziom) 11 pozycja - 1964/65: Klasa Okręgowa (3.poziom) 9 pozycja, 28 punktów, bramki 41-50 -9 - 1965/66: Klasa Okręgowa (3.poziom) 9 pozycja ↓ spadek (po sezonie reorganizacja rozgrywek) - 1966/67: Klasa Okręgowa (4.poziom) 11 pozycja, 24 punkty, bramki 21-34 -13 - 1967/68: Klasa Okręgowa (4.poziom) 11 pozycja ↓ spadek - 1968/69: Kl-A gr. III (5.poziom) ? pozycja - 1969/70: Kl-A gr. III (5.poziom) 3 pozycja - 1970/71: Kl-A gr. II (5.poziom) ? pozycja - 1971/72: Kl-A gr. II (5.poziom) 7 pozycja, 20 punktów, bramki 26-25 +1 - 1972/73: Kl-A gr. II (5.poziom) ? pozycja ↑ awans (po sezonie reorganizacja rozgrywek) - 1973/74: Kl-A gr. II (4.poziom) 3 pozycja → baraże o awans - 1974/75: Kl-A gr. II (4.poziom) 13 pozycja, 12 punktów, bramki 22-46 -24 ↓ spadek - 1975/76: Kl-A (5.poziom) ? pozycja - 1976/77: Kl-A (5.poziom) 5 pozycja, 15 punktów, bramki 19-20 -1 - 1977/78: Kl-A (5.poziom) ? pozycja - 1978/79: Kl-A (5.poziom) ? pozycja - 1979/80: Kl-A (5.poziom) ? pozycja | - 1980/81: Kl-A (5.poziom) 1 pozycja ↑ awans - 1981/82: Klasa Okręgowa (4.poziom) 10 pozycja, 21 punktów, bramki 31-45 -14 - 1982/83: Klasa Okręgowa (4.poziom) 13 pozycja, 18 punktów, bramki 24-40 -16 ↓ spadek - 1983/84: Kl-A gr. II (5.poziom) 1 pozycja, 31 punktów, bramki 42-19 +23 ↑ awans - 1984/85: Klasa Okręgowa (4.poziom) 8 pozycja, 25 punktów, bramki 41-46 -5 - 1985/86: Klasa Okręgowa (4.poziom) 13 pozycja, 14 punktów, bramki 29-64 -35 - 1986/87: Kl-A gr. II (5.poziom) ? pozycja - 1987/88: Kl-A gr. I (5.poziom) ? pozycja - 1988/89: Kl-A gr. I (5.poziom) ? pozycja (po sezonie reorganizacja rozgrywek) - 1989/90: Klasa Okręgowa (5.poziom) 9 pozycja, 25 punktów, bramki 31-45 -14 (po sezonie reorganizacja rozgrywek) ↑ awans - 1990/91: Klasa Okręgowa (4.poziom) 6 pozycja, 29 punktów, bramki 42-44 -2 - 1991/92: Liga Okręgowa (4.poziom) 5 pozycja, 27 punktów, bramki 60-41 +19 (po sezonie reorganizacja rozgrywek) - 1992/93: Liga makroregionalna Poznań-Piła (4.poziom) 7 pozycja, 26 punktów, bramki 42-39 +3 - 1993/94: Liga makroregionalna Poznań-Piła-Koszalin (4.poziom) 13 pozycja, 26 punktów, bramki 41-50 -9 - 1994/95: Liga makroregionalna Poznań-Piła (4.poziom) 16 pozycja, 26 punktów, bramki 43-86 -43 ↓ spadek - 1995/96: drużyna wycofana z rozgrywek Klasy Okręgowej (5.poziom) - II drużyna - istniała w latach 1960-70 (w sezonach 1960 i 1960/61 obie drużyny Energetyka grały na tym samym poziomie rozgrywkowym ale w różnych grupach) - 1960: Kl-B (5.poziom) ? pozycja - 1960/61: Kl-B (5.poziom) ? pozycja - 1961/62: ? - 1962/63: ? - 1963/64: Kl-C gr. VI (6.poziom) 1 pozycja ↑ awans - 1964/65: Kl-B gr. IV (5.poziom) 1 pozycja ↑ awans - 1965/66: Kl-A gr. III (4.poziom) 10 pozycja ↓ spadek (po sezonie reorganizacja rozgrywek) - 1966/67: Kl-A gr. II (5.poziom) ? pozycja - 1967/68: ? - 1968/69: ? - 1969/70: Kl-B (6.poziom) ? pozycja - PUCHAR POLSKI - największe osiągnięcie - FINAŁ Okręgowy (Poznań) w sezonie 1991/92 : - 1/32 - Orzeł Granowo (5) wyjazd/ 7:3 (5:0), bramki: Schutz-2, Strojnowski, Łukaszyk, Rozumski, Borski, Kurpiewski-1 - 1/16 - LZS Michalcza (6) wyjazd/ 5:1 (2:0), bramki: Joppek-3, R.Bosacki, Strojnowski-1 - 1/8 - Mieszko Gniezno (3) wyjazd/ 5:2 (3:1), bramki: R.Bosacki-3, Rozumski, Strojnowski-1 Mieszko Gniezno (3) dom / 2:1 (2:0), bramki: R.Bosacki-2 - 1/4 - Victoria Września (3) wyjazd / 4:2 (0:2), bramki: Schutz-3, R.Bosacki-1 - Victoria Września (3) dom / 1:1 (0:1), bramka: Rozumski-1 - 1/2 - Kotwica Kórnik (3) wyjazd / 1:1 (1:0), bramka: R.Bosacki-1 - Kotwica Kórnik (3) dom / 3:1 (2:1), bramki: Rozumski-2, R.Bosacki-1 - FINAŁ - Olimpia II Poznań (3) wyjazd / 1:4 (1:3), bramka: K.Kaczmarek-1 |

## Indywidualne osiągnięcia w zapasach
- Bogdan Broda - 3x Mistrzostwo Polski w wadze +87 kg - na mistrzostwach w Warszawie w 1960, na mistrzostwach w Poznaniu w 1962 i na mistrzostwach w Katowicach w 1963.
- Arnold Dragan - 2x Wicemistrzostwo Polski w 79 kg, na mistrzostwach Warszawie w 1960 i w wadze 73 kg na mistrzostwach w Katowicach w 1963.
- Jerzy Sędzicki - Brązowy medal w wadze 52 kg na mistrzostwach w Poznaniu 1962.

## Strony zewnętrzne
- Strona oficjalna klubu